# Verseilles-le-Haut
Verseilles-le-Haut è un comune francese di 49 abitanti situato nel dipartimento dell'Alta Marna nella regione del Grand Est.

## Società

### Evoluzione demografica
Abitanti censiti